# Ectropothecium ovalifolium
Ectropothecium ovalifolium är en bladmossart som beskrevs av William Russell Buck 1987. Ectropothecium ovalifolium ingår i släktet Ectropothecium och familjen Hypnaceae. Inga underarter finns listade i Catalogue of Life.